# جون إيرفين
جون إيرفين (بالإنجليزية: John Irvin)‏ هو مخرج بريطاني، ولد في 7 مايو 1940 في نيوكاسل أبون تاين في المملكة المتحدة.

## وصلات خارجية
- جون إيرفين على موقع IMDb (الإنجليزية)
- جون إيرفين على موقع ألو سيني (الفرنسية)
- جون إيرفين على موقع أول موفي (الإنجليزية)
- جون إيرفين على موقع قاعدة بيانات الأفلام السويدية (السويدية)
- جون إيرفين على موقع إن إن دي بي (الإنجليزية)
- جون إيرفين على موقع قاعدة بيانات الفيلم (الإنجليزية)
- جون إيرفين على موقع كينوبويسك (الروسية)